# Odontocarya
Odontocarya es un género con unas 40 especies de plantas de flores perteneciente a la familia Menispermaceae. Nativo de Centroamérica y las Antillas. 

## Especies seleccionadas
- Odontocarya acuparata
- Odontocarya amazonum
- Odontocarya arifolia
- Odontocarya asarifolia
- Odontocarya convolvulacea
- Odontocarya deminuta
- Odontocarya dielsiana
- Odontocarya diplobotrya
- Odontocarya duckei